# 4032 Chaplygin
4032 Chaplygin è un asteroide della fascia principale. Scoperto nel 1985, presenta un'orbita caratterizzata da un semiasse maggiore pari a 2,1830017 UA e da un'eccentricità di 0,1413751, inclinata di 2,12932° rispetto all'eclittica.